# Social Soundbites: Market Voices
|  | Denne artikel er oprettet af botten PalnaBot ud fra en ekstern database. Den kan derfor have sproglige fejl eller mangler. Denne skabelon kan fjernes efter kontrol af indholdet. |

Social Soundbites: Market Voices er en dokumentarfilm instrueret af Norbert Payne efter manuskript af Norbert Payne.

## Handling
To frugt- og grøntsagsmarkeder hvor der bliver råbt højt, det ene i København og det andet i Dublin. Tre tilnærmelser til en sandhed om disse steder. Fra falsk objektivitet gennem manipulerede "soundbites" til en åbenlys subjektiv fortælling. De tre former afløser hinanden i en form for selvcensur som dog resolut holder op hen mod dokumentarens afslutning.